# 해파리강
해파리강은 자포동물의 한 부류로 네 개의 목과 약 200 종이 여기에 속한다. 성체의 몸은 둥글고 한천과 같은 물질로 내부기관을 감싸고 있다. 대부분의 종은 촉수를 가지고 있으며, 방어하거나 먹이를 잡는 데 사용한다. 그러나 근구해파리목(Rhizostomae)과 같이 촉수를 가지지 않는 경우도 있다. 성체 몸의 94-98%는 물로 이루어져 있으며, 전 세계 대양에서 발견된다.

## 같이 보기
해파리강
- 단반수모아강 (Discomedusae)

- 근구해파리목 (Rhizostomeae)

- Daktyliophorae아목

- Catostylidae과
- Lobonematidae과
- Lychnorhizidae과
- 근구해파리과 (Rhizostomatidae)
- Stomolophidae과

- Kolpophorae아목

- Cassiopeidae과
- Cepheidae과
- Mastigiidae과
- Thysanostomatidae과
- Versurigidae과

- 기구해파리목 (Semaeostomeae)

- 유령해파리과 (Cyaneidae)
- Drymonematidae
- 원양해파리과 (Pelagiidae)
- 계란해파리과 (Phacellophoridae)
- 느릅나무해파리과 (Ulmaridae)

- Giganotomedusozoa?